# Arsague
Arsague es una pequeña localidad y comuna francesa situada en la región administrativa de Aquitania, departamento de Landas, en el distrito de Dax.

## Demografía
| 363 | 383 | 339 | 289 | 307 | 277 |
| Para los censos de 1962 a 1999 la población legal corresponde a la población sin duplicidades (Fuente: INSEE [Consultar]) |     |     |     |     |     |